# Jarry sur la butte

Jarry sur la butte est un spectacle, à partir des œuvres complètes d'Alfred Jarry, dont la création a eu lieu à Paris en 1970.

## Contexte de la création
En 1959, André Malraux avait installé Jean-Louis Barrault et la compagnie Renaud-Barrault au théâtre de l'Odéon. Mais presque 10 ans plus tard, pendant les événements de mai 1968, Jean-Louis Barrault ouvre le théâtre aux étudiants  contestataires en déclarant : « Barrault n'est plus le directeur de ce théâtre, mais un comédien comme les autres, Barrault est mort ». Lorsque le pouvoir gaulliste reprend la main, André Malraux, qui ne pardonne pas à Jean-Louis Barrault cette attitude, lui retire la direction du théâtre, et  oblige sa compagnie à quitter le lieu. Jean-Louis Barrault, ainsi chassé et plus saltimbanque que jamais, s'installe alors, pour ses créations théâtrales, dans une salle de catch, l' Élysée Montmartre. La scène est installée sur le ring. Il y monte successivement deux pièces consacrées à deux auteurs qui le passionnent : Rabelais (spectacle sur une musique de Michel Polnareff), puis Jarry sur la butte (sur une musique de Michel Legrand).
Alain Peyrefitte, ex-ministre de l'éducation (jusqu'en mai 1968...) et futur ministre de la culture est parmi les personnalités assistant à la générale de ce Jarry.

## Sujet
Dans cette pièce, Jean-Louis Barrault s'inspire, comme il l'avait fait un an auparavant pour François Rabelais, de la vie et des créations d'Alfred Jarry. Le prologue, reprenant partiellement Ubu sur la Butte, évoque aussi le pataphysicien Faustroll, le ménage Ubu, sa gidouille, et différentes scènes de son œuvre mêlées à des moments du parcours du dramaturge. Le premier acte est centré sur «la bêtise militaire», passant de la vie au fantastique, et de la caserne au cauchemar de la bataille de Morsang, une bataille imaginée par Alfred Jarry et décrite dans un chapitre du roman La Dragonne, comme un récit héroïque. Après l'entracte, cette fusion entre la vie d'Alfred Jarry, en vrac, et son oeuvre se poursuit avec des défis sportifs et sexuels qui obsédaient cet auteur,,.
Jean-Louis Barrault commente ainsi, pour Bertrand Poirot-Delpech, le thème de cette pièce, faisant allusion à ces événements de mai 1968 : « Le mal de Jarry, c'est déjà le mal de notre siècle. Son drame, c'est d'avance le nôtre : celui, surtout, d'une partie de la jeunesse, la désertion par nostalgie d'un certain idéal. D'où son agressivité anarchiste contre les institutions qui nous garrottent, mais aussi sa tendresse. Jarry est l'Ami, le Frère, qui rigole pour ne pas nous désespérer et qui meurt en pensant à nous, qui meurt et qui revit pour nous ».

## Création
La création du spectacle a eu lieu le 27 octobre 1970, à l'Élysée-Montmartre, à Paris
- Mise en scène : Jean-Louis Barrault
- Auteur : d'après les œuvres complètes d'Alfred Jarry
- Costumes et éléments scéniques : Jacques Noël[9]
- Chorégraphie : Norbert Schmucki
- Musique : Michel Legrand

Personnages et interprètes
- Mère Ubu, Une spectatrice : Françoise Bertin
- Varia, Messaline : Anny Duperey
- Acrobate, Palotin, Courtisane romaine : Monique Febvre
- Manette, Actrice, Virginie : Florence Giorgetti
- Miriam, Ellen : Geneviève Grad
- Bonne sœur, Bob Rumble, Visité : Diane Kurys
- Prostituée, Courtisane romaine, Irène : Dominique Lavanant
- La Muse, Bonne sœur, Courtisane romaine, Adèle : Hélène Manesse
- Père Ubu : Jacques Alric
- Dr Faustroll : Georges Audoubert
- Meneur de jeu : Jean-Louis Barrault
- Palotin, Soldat, Infirmier, William Elson : Victor Beniard
- Lucien, Philippe, Haschischin : Gérard Berner
- Acrobate, Jongleur, Professeur Achras, Palotin, Jewey Jacobs : Michel Bertay
- Mime romain, Soldat, Silius : Richard Caron
- Double de Jarry : Valens, l'Indien... : Robert Etcheverry
- Palotin, Haschischin : Louis Fremont
- Le Poète, Palotin, Gough : Pierre Gallon
- Le Singe, Bosse-de-nage, Palotin : Jean-Renaud Garcia
- Jarry : sengle : Jean-Pierre Granval
- Soldat, Tribun romain : Yves Jouffroy
- Soldat, Scytotomille, Haschischin : François Joxe
- Huissier Panmuphle, Palotin : Robert Lombard
- Médecin principal, Docteur Bathybius : Régis Outin
- Soldat, Médecin stagiaire, Evodus (Romain) : Philippe Poliac
- Le Général, le Patriote de métier, Empereur Claude César : Michel de Ré
- Caporal, Déserteur, Gendarme, Narcisse (Romain) : Jean-Claude Sachot
- Sergent Bobillot, l'Evêque-Marin : Dominique Santarelli
- Guignol : Chef des Palotins, Général Sider, Conscience du Père Ubu... : André Weber

Musiciens
- Sitar : Serge Franklin
- Violon : Roland Stepczak
- Percussion : Vincent Gemignani

## Accueil
La pièce est mal reçue par les spectateurs, mais François-Régis Bastide écrit : « Il s'agit, peut-être, d'un échec, mais d'un échec grandiose : je veux dire qu'il faut y aller voir, absolument ». Philippe Madral titre : « En attendant mieux, Jarry sur la butte, le roi nu ». Et Bertrand Poirot-Delpech explique : « On est loin de la scatologie anarchisante dont Ubu a laissé l'image. Trop loin, peut-être ; mais le spectacle gagne en sympathie profonde avec l'auteur, notamment à l'approche de la mort, ce qu'il perd en agressivité sociale ». 
L'échec commercial oblige Jean-Louis Barrault à quitter l' Élysée Montmartre : il installe alors sa compagnie au Théâtre Récamier où elle joue La Mère, de Stanisław Ignacy Witkiewicz mis en scène par Claude Régy, puis Où boivent les vaches ? de Roland Dubillard mis en scène par Roger Blin, et enfin Harold et Maude de Colin Higgins adapté par Jean-Claude Carrière. Enfin, en 1974, cette compagnie toujours dirigée par Jean-Louis Barreault se pose dans la gare d'Orsay, qui devient, pendant quelques années, le Théâtre d'Orsay.

## Livre
Jean-Louis Barrault, Jarry sur la butte, spectacle d'après les œuvres d'Alfred Jarry, Le Manteau d'Arlequin, Gallimard (1970)

### Presse écrite
- La Quinzaine littéraire, 1970, extrait en ligne